# Zuzana Polónyiová
Zuzana Polónyiová (Žilina, 14 giugno 1976) è un'ex cestista slovacca.

## Carriera
Con la Slovacchia ha disputato i Campionati europei del 1995 e i Campionati mondiali del 1998.